# Nonsense (песня)
«Nonsense» — песня, записанная американской певицей Сабриной Карпентер для её пятого студийного альбома «Emails I Can’t Send» (2022). Карпентер написала трек вместе со Стеф Джонс и Джулианом Бунеттой; последний также занимался его продюсированием. Первоначально выпущенный вместе с альбомом в качестве девятого трека, «Nonsense» стал четвёртым синглом альбома после того, как набрал популярность в приложении для обмена видео TikTok, которое слушатели охарактеризовали как любимое.
Сопровождающий клип на песню «Nonsense» был выпущен 10 ноября 2022 года. Кроме того, были выпущены ускоренная версия и праздничный ремикс под названием «A Nonsense Christmas». По состоянию на март 2023 года песня достигла топ-10 на Филиппинах и в Сингапуре, а также 36-й строчки в чарте Billboard Global 200. Ремикс на песню с участием Coi Leray был выпущен 23 марта 2023 года.

## Предыстория и релиз
30 июня 2022 года Карпентер объявила о выпуске своего пятого студийного альбома Emails I Can’t Send (2022), а 5 июля обнародовала его трек-лист через свои аккаунты в социальных сетях, где «Nonsense» должен был стать девятым треком альбома. Песня была выпущена 15 июля 2022 года вместе с остальной частью альбома.
Во время своего тура «Emails I Can’t Send» и различных других живых выступлений Карпентер начала изменять концовку песни, исполняя её в соответствии с городом, в котором она выступала. Различные моменты с рекламой стали вирусными в приложении для обмена видео в социальных сетях TikTok. Вирусность песни, а также то, что она сразу же стала фаворитом среди поклонников Emails I Can’t Send, побудили Карпентера выбрать «Nonsense» в качестве следующего сингла альбома.
Карпентер выпустила рождественскую версию песни, где она придала «более праздничный, кокетливый оттенок» различным текстам из оригинала.

## Коммерческая эффективность
«Nonsense» первоначально дебютировал на 8-м месте в американском чарте Bubbling Under Hot 100, продолжении Billboard Hot 100, в чарте 24 декабря 2022 года и провел в нём 3 недели. В чарте от 28 января 2023 года «Nonsense» дебютировала на 75-м месте в Hot 100, став первым синглом альбома, попавшим в чарт, и принеся Карпентер вторую запись в карьере после её сингла «Skin» 2021 года. Песня дебютировала в Mainstream Top 40 на 35-й строчке чарта 28 января 2023 года. Позже он вошел в топ-10 чарта под номером 10 за неделю, датированную 20 мая 2023 года, став первым хитом Карпентера в десятке лучших в этом формате. За неделю отслеживания своего дебюта в чартах трек получил более 5,82 миллионов просмотров по запросу только в Соединённых Штатах, что на 66 % больше по сравнению с предыдущей неделей потоковых данных. Во всем мире «Nonsense» достиг 73-го места в чарте Global 200.
«Nonsense» первоначально дебютировал на 69-м месте в UK Singles Chart, в чарте 26 января 2023 года (окончание недели), войдя в топ-40 неделей позже под номером 32. Это стало вторым синглом Карпентера, вошедшим в топ-40 Великобритании после «Skin», который достиг 28-й строчки в феврале 2021 года.

## Музыкальное видео
Премьера музыкального клипа на песню «Nonsense», снятого режиссёром Даникой Кляйнкнехт, состоялась на её канале Vevo на YouTube в четверг, 10 ноября 2022 года.

## Кредиты и персонал

### Запись и менеджмент
Записано в Enemy Dojo (Малибу, Калифорния)
Сведено в студии звукозаписи Henson (Лос-Анджелес, Калифорния)
Мастеринг в Sterling Sound (Эджуотер, Нью-Джерси)
Subalicious Songs (BMI), Музыка Big Family/Dragon Bunny Music (BMI), управляемая группой песен Hipgnosis, Vistaville Music (8ASCAP), obo и Steph Jones Who Music (ASCAP) и хиты Hipgnosis (ASCAP)

### Персонал
Сабрина Карпентер — ведущий вокал, автор песен
Джулиан Бунетта — автор песен, продюсирование, запись, программирование
Стеф Джонс — автор песен, бэк-вокал
Джош Гудвин — сведение
Хайди Ванг — инженер по микшированию
Уилл Квиннелл — мастеринг
Титры адаптированы по Emails I Can’t Send, и 7-дюймовым виниловым вкладышам сингла.